# L'Ami d'enfance de Maigret
L'Ami d'enfance de Maigret est un roman policier de Georges Simenon publié en 1968. Il fait partie de la série des Maigret. Son écriture s'est déroulée entre les 18 et 24 juin 1968.
Il fut d'abord publié en feuilleton dans le quotidien Le Figaro du 3 au 31 décembre 1968 (25 épisodes).
Le roman se déroule à Paris (principalement Montmartre : rue Notre-Dame-de-Lorette, boulevard Rochechouart) dans les années 1960. L'enquête dure six jours et se déroule à la mi-juin.

## Résumé
- Mise en place de l’intrigue

Un ancien condisciple de Maigret au lycée Banville de Moulins, perdu de vue depuis longtemps, se présente à la PJ. Léon Florentin, qui n'a plus sa « jactance » d'autrefois, vient expliquer au commissaire que Josée, la maîtresse dont il est l'amant de cœur, a été assassinée d'un coup de revolver, le jour même, dans l'appartement dont elle était locataire. Bien qu'il s'y trouvât à ce moment, il prétend n'avoir rien vu, dissimulé dans la penderie. Josée en effet était entretenue par les libéralités de quatre messieurs qu'elle recevait régulièrement chez elle, chacun ignorant l'existence des autres.
- Enquête policière

Maigret fait suivre Florentin, non sans l'avoir prévenu. Dans son logis du boulevard Rochechouart, qui est aussi son atelier, on découvre la somme de 48.000 francs d'économies de la victime, emportée par son amant. Chose plus suspecte, Florentin est peu après retiré des eaux de la Seine où il s'est jeté comme pour se suicider, lui qui est pourtant bon nageur… La concierge affirme que, l'après-midi du crime, personne n'est monté chez Josée. Les renseignements obtenus sur celle-ci dans son voisinage la dépeignent comme une petite bourgeoise coquette, calme et gentille. Florentin sent que les soupçons se dirigent sur lui.
Maigret, qui le sait comédien et menteur, a plus de pitié que de mépris à son égard et ne croit pas qu'il est le meurtrier. Ayant questionné sans grand résultat chacun des « amis » de la victime, Maigret décide de réunir les quatre hommes pour une confrontation en présence de Florentin. Trois d'entre eux reconnaissent avoir écrit occasionnellement à Josée : or, on n'a pas retrouvé de lettres parmi ses papiers. Florentin, sur le point d'être « liquidé en douce » par sa maîtresse qu'il exploitait depuis trop longtemps, ne les aurait-il pas emportées (et fait disparaître au cours d'une noyade simulée, une fois la police à ses trousses) ? Et cela, après avoir essayé d'en utiliser certaines pour en tirer rançon ? 
- Dénouement et révélations finales

C'est bien ce qui se confirmera de fil en aiguille, par divers recoupements. Le riche et puissant M. Lamotte a refusé de récupérer sa correspondance contre les 50.000 francs exigés par Florentin. Au cours de la dispute, ce dernier, pour se soustraire à la menace du revolver que Lamotte, au comble de la fureur, braquait sur lui, s'est caché derrière Josée, et c'est elle que le coup de feu, parti par inadvertance, avait atteint. Le silence de la concierge avait été acheté, et ce fait, une fois établi, achève d'accuser Lamotte. Mais Florentin fera aussi l'objet d'une arrestation ordonnée par Maigret pour tentative de chantage.

## Personnages
- Léon Florentin : Bricoleur qui se fait passer pour antiquaire. Célibataire, amant de Joséphine Papet. 54 ans.
- Joséphine Papet, dite Josée : célibataire, 34 ans, la victime.
- Les « visiteurs » de Josée :
  - François Paré : haut fonctionnaire au ministère des Travaux publics, 55 ans, trois filles mariées.
  - Fernand Courcel : industriel à Rouen, 42 ans, marié, pas d’enfants.
  - Victor Lamotte, dit « le Boiteux » : négociant en vins à Bordeaux, la soixantaine, trois enfants mariés.
  - Jean-Luc Bodard, dit « le Rouquin » : agent d’assurances, la trentaine, célibataire.

## Éditions
- Édition originale : Presses de la Cité, 1968, 252 p.
- Presses de la Cité, coll. « Maigret » (no 47), 1976,  (ISBN 2-258-00086-6), réimpressions en 1988  (ISBN 2-258-02650-4) et en 1990  (ISBN 2-285-00391-9)
- Edito-service, Genève, diff. Guilde du disque, Évreux, coll. « Maigret », 1982, 157 p.
- Hachette Livre, coll. « Le Livre de poche » (no 14213), Paris, 1997, 188 p.  (ISBN 2-253-14213-1)
- Tout Simenon, tome 14, Omnibus, 2003  (ISBN 978-2-258-06055-5)
- Tout Maigret, tome 9, Omnibus, 2019  (ISBN 978-2-258-15050-8)

## Adaptations
- L'Ami d'enfance de Maigret, téléfilm français de Stéphane Bertin avec Jean Richard, diffusé en 1984
- Maigret's Boyhood Friend, téléfilm anglais de John Strickland avec Michael Gambon, diffusé en 1993
- L'Ami d'enfance de Maigret, téléfilm français de Laurent Heynemann, avec Bruno Cremer, diffusé en 2003